# Gertrud Lennander
Gertrud Elisabeth Lennander, född 22 juli 1943 i Uppsala, är en svensk jurist.
Gertrud Lennander blev juris kandidat vid Lunds universitet 1967 och genomförde tingstjänstgöring 1967–1969. Hon blev juris doktor 1977 då hon disputerade på avhandlingen Panthavares skyldigheter vid pantavtal om lös egendom och utnämndes samma år till docent i civilrätt vid Stockholms universitet. Hon blev t.f. professor i civilrätt vid Stockholms universitet 1978 och e.o. docent 1979. Gertrud Lennander var professor i civilrätt vid Stockholms universitet 1982–1992 och justitieråd i Högsta domstolen 1992–2010.
Lennander var ordförande i Överklagandenämnden för högskolan 2002–2007. Hon är sedan 1986 gift med journalisten Uno Hedin.